# 대한민국 형법 제105조
대한민국 형법 제105조는 국기, 국장의 모독에 관한 형법 각칙의 조문이다. 외국인이 한국 밖에서 이 범죄를 저지르더라도 예외적으로 처벌하고 있다

## 조문
제105조 【국기 · 국장의 모독】
대한민국을 모욕할 목적으로 국기 또는 국장을 손상, 제거 또는 오욕한 자는
5년 이하의 징역이나 금고, 10년 이하의 자격정지 또는 700만원 이하의 벌금에 처한다.

- '국장(國章)'이란 국가의 권위를 표방하는 휘장으로서 국기 이외의 것을 말한다 (예: 육해공군의 군기, 대공사관의 징장 등).
- '국기'· '국장'은 공용에 쓰이는 것이든 개인 용도에 쓰이는 것이든을 불문한다.
- '손상'이란 물리적으로 훼손하는 것, '제거'란 현재의 게양장소에서 철거하는 것, '오욕'이란 오물 또는 염료 등으로 불결하게 하는 것을 말하며 '비기'란 언어나 거동으로 모욕의 뜻을 표시하는 일체의 행위를 말한다.

## 판례
1. ↑  대한민국 형법 제5조(외국인의 국외범)